# 許翱
許翱（1450年—？年），字鵬舉，四川成都後衛籍福建莆田縣人，明朝政治人物。

## 生平
四川鄉試第五十六名舉人。弘治三年（1490年）中式庚戌科會試第三十七名，三甲第十六名進士。

## 家族
曾祖許以進；祖父許復祖；父許賢，母黃氏。永感下。